# بلک‌پینک
بلک‌پینک (کره‌ای: 블랙핑크؛ BLACKPINK یا BLΛƆKPIИK نیز نوشته می‌شود) گروه دخترانه کره‌ای متشکل از جیسو، جنی، رزی و لیسا تحت لیبل وای‌جی انترتینمنت است. گروه در اوت ۲۰۱۶ با سینگل آلبوم خود، به نام اسکوئر وان که شامل آهنگ‌های «سوت» و «بوم‌بایا» که نخستین ورودی‌های شماره یک آن‌ها به ترتیب در چارت دیجیتال گائون کره جنوبی و فروش ترانه دیجیتال جهانی بیلبورد بود آغاز به کار کرد. آن‌ها موفق‌ترین هنرمند زن کره‌ای در چارت‌های بیلبورد هات ۱۰۰ و بیلبورد ۲۰۰ با تک آهنگ «بستنی» در رتبه ۱۳ و صورتی زاده‌شده در رتبه یک هستند. بلک‌پینک نخستین گروه دخترانه کره‌ای است که بیش از یک میلیون نسخه از یک آلبومشان به فروش رسیده است. آن‌ها نخستین گروه دخترانه‌ای بودند که در صدر چارت آرتیست ۱۰۰ بیلبورد قرار گرفتند و اولین گروه دخترانه کره‌ای بودند که وارد چارت هنرمندان نوظهور بیلبورد شدند. بلک‌پینک همچنین نخستین هنرمند زن کره‌ای است که با تک‌آهنگ «دو-دو دو-دو» از انجمن صنعت ضبط موسیقی ایالات متحده آمریکا (RIAA) گواهی فروش موسیقی دریافت کرد و موزیک ویدئوی این ترانه اولین موزیک ویدئو از یک گروه کره‌ای بود که از یک میلیارد بازدید عبور می‌کند و در حال حاضر پر بازدیدترین موزیک ویدئو از یک گروه کره‌ای در یوتیوب است. ترانه «بوسه و جبران کردن» با همکاری دوآ لیپا (۲۰۱۸) اولین آهنگ از یک گروه کره‌ای بود که از صنعت ضبط صدای بریتانیا (BPI) و گواهینامه نامه دریافت کرد. این همکاری همچنین موفق به کسب گواهی پلاتین از انجمن صنعت ضبط استرالیا (ARIA) شد.
بلک‌پینک در طول حرفهٔ خود رکوردهای آنلاین متعددی شکسته است. موزیک ویدئوی «این عشق رو بکش» و «چطور دوستش داری» هرکدام در ۲۴ ساعت اول انتشار رکوردهایی را برای پربیننده‌ترین موزیک ویدئو ثبت کردند و با «چطور دوستش داری» سه رکورد جهانی گینس را شکستند. همچنین نخستین گروه موسیقی و هنرمند زن کره‌ای هستند که پنج موزیک ویدئو از آن‌ها هر کدام بیش از یک میلیارد بازدید در یوتیوب کسب کرده‌اند. بلک‌پینک در حال حاضر با بیش از ۳۰ میلیون فالور دارای بیشترین دنبال‌کننده برای یک گروه دخترانه در اسپاتیفای و بیش از ۸۵ میلیون مشترک دارای بیشترین سابسکرایب یک هنرمند موسیقی در یوتیوب است. دستاوردهای دیگر آنها عبارت است از: جایزه هنرمند جدید سال در سی و یکمین جشنواره گلدن دیسک و بیست و ششمین جشنواره موسیقی سئول، جایزه موسیقی آسیایی ام نت برای بهترین گروه دخترانه در سال ۲۰۲۰، اولین گروه دخترانه کره‌ای که جایزه ویدئو موسیقی ام تی وی برنده شدند و اولین گروه دخترانه کره‌ای که در لیست سی شخص زیر سی سال فوربز در آسیا قرار گرفتند. این گروه از سوی فوربز کره به عنوان یکی از قدرتمندترین افراد مشهور در کره جنوبی شناخته شده‌اند و در سال ۲۰۱۹ مقام اول، در سال ۲۰۲۰ مقام سوم و در سال ۲۰۲۱ مقام دوم این رتبه‌بندی را کسب کرده‌اند. از بلک پینک همچنین توسط رئیس‌جمهور سابق کره جنوبی مون جه این به عنوان یک پدیده جهانی نام برده شد که به گسترش صنعت کی پاپ در سراسر جهان کمک می‌کند.

## حرفه

### ۲۰۱۶: شروع به کار با اسکوئر وان واسکوئر تو

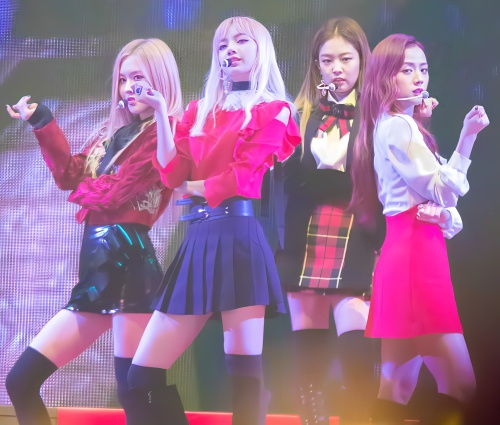
بلک‌پینک در حال اجرا در هشتمین جوایز موسیقی ملون، ۲۹ سپتامبر ۲۰۱۶.

آماده‌سازی تبلیغاتی در اوت سال ۲۰۱۶ و با انتشار تصاویر تیزر و مشارکت آن‌ها در آهنگ‌ها و تبلیغات آغاز شد. وای‌جی ترکیب‌بندی اصلی و نام گروه را در ژوئن ۲۰۱۶ اعلام کرد.
بلک‌پینک اولین گروه دخترانهٔ کمپانی بود که شش سال پس از توانی‌وان (2NE1) وارد بازار موسیقی می‌شد. آن‌ها در ۸ اوت و با آلبوم تک‌آهنگ اسکوئر وان (Square One) کار خود را آغاز کردند. دو تک‌آهنگ اصلی این آلبوم در جایگاه اول و دوم آلبوم دیجیتال بیلبورد قرار گرفت. بلک‌پینک سریع‌ترین گروه برای دستیابی به این جایگاه و سومین گروه کمپانی وای‌جی بعد از سای (SAY) و بیگ بنگ (BIGBANG) است که دو تک‌آهنگ در این جایگاه دارد. سوت در هنگام انتشار صدرنشین جدول‌های دیجیتال، دانلود، پخش و تلفن همراه گائون در اوت همان سال شد. آن‌ها همچنین به جایگاه اول در محبوبیت، موزیک ویدیو و جدول‌های موزیک ویدیو کره‌ای در بزرگ‌ترین وبسایت پخش موسیقی چین، یعنی کیوکیو موزیک رسیدند. اولین اجرای تلویزیونی بلک‌پینک در برنامهٔ اینکیگایو شبکهٔ اس‌بی‌اس بود. آن‌ها ۱۳ روز پس از ورود به صنعت موسیقی، اولین جایزهٔ صدرنشینی خود را کسب کردند و تا پایان اجرای تبلیغاتی خود، یک جایزهٔ دیگر را نیز ازآن خود کردند.
دومین آلبوم تک‌آهنگ بلک‌پینک با نام اسکوئر تو در ۱ نوامبر سال ۲۰۱۶ منتشر شد که شامل آهنگ‌های «بازی با آتش»، «بمان» و نسخهٔ آکوستیک آهنگ «سوت» بود. این آلبوم توسط تدی پارک، آر. تی و سو ووجین تولید شد. بلک‌پینک این آلبوم را در برنامه‌های اینکیگایو و شمارش معکوس ام اجرا کردند. «بازی با آتش» دومین آهنگ گروه بود که به صدر فروش ترانه دیجیتال جهانی بیلبورد رسید. این آهنگ در کره‌جنوبی در جایگاه سوم جدول گائون قرار گرفت و «بمان» توانست خود را به جایگاه دهم برساند.
موفقیت‌های بلک‌پینک در پنج ماه اول حرفه‌اشان، جوایز زیادی در جشنواره‌های معتبر موسیقی را برایشان به ارمغان آورد. این جوایز که بیشتر در دستهٔ هنرمندان تازه‌کار بود، شامل جوایز آرتیست آسیا،جوایز موسیقی ملونجوایز گلدن دیسک، جوایز موسیقی سئول و جوایز موسیقی جدول گائون است. همچنین مجلهٔ بیلبورد بلک‌پینک را یکی از بهترین گروه‌های تازه‌کار سال ۲۰۱۶ نامید.

### ۲۰۱۸–۲۰۱۹: موفقیت‌های بین‌المللی و اولین تور جهانی
۱۵ ژوئن ۲۰۱۸ گروه اولین مینی آلبوم کره‌ای خود به نام اسکوئر آپ را منتشر کرد؛ این آلبوم در رتبه یک چارت آلبوم‌های گائون قرار گرفت و برای فروش ۲۵۰٬۰۰۰ واحد گواهی پلاتینیوم دریافت کرد. آهنگ اصلی آلبوم به نام دو-دو-دو-دو به مدت سه هفته در رتبه یک چارت دیجیتال دانلود و پخش گائون قرار گرفت و forever young دومین آهنگ آلبوم به رتبه دوم رسید. هر دو آهنگ برای بیش از ۲٬۵۰۰٬۰۰۰ دانلود و ۱۰۰٬۰۰۰٬۰۰۰ پخش در کره گواهی پلاتین دریافت کردند.دو-دو-دو-دو در رتبه ۵۵ چارت بیلبورد هات ۱۰۰ آمریکا قرار گرفت و بلک پینک به گروه دخترانه کره‌ای با بالاترین رتبه در این چارت تبدیل شد. این آهنگ همچنین در رتبه ۳۰ چارت ترانه‌های جریانی بیلبورد قرار گرفت و بلک‌پینک به عنوان اولین گروه دخترانه کره‌ای وارد این چارت شد.اسکوئر آپ با قرار گرفتن در رتبه ۴۰ تبدیل به اولین آلبوم بلک پینک و بالاترین رتبه آلبوم از یک گروه دخترانه کره‌ای در چارت بیلبورد ۲۰۰ آمریکا شد.این آلبوم همچنین در صدر چارت آلبوم‌های جهانی بیلبورد قرار گرفت.یوتیوب اعلام کرد که موزیک ویدئو دو-دو-دو-دو به ۳۶٬۲ میلیون بازدید در ۲۴ ساعت اول انتشار رسید و تبدیل به پربازدیدترین موزیک ویدئو کره‌ای در ۲۴ ساعت اول و دومین موزیک ویدئو پربازدید در ۲۴ ساعت اول تاریخ یوتیوب در آن زمان شد.
بلک‌پینک اولین تور ژاپنی خود به نام «Blackpink Arena tour 2018» را ۲۴ و ۲۵ ژوئیه در اوساکا شروع کرد. این تور در ابتدا برای شش کنسرت در اوساکا فوکوئوکا و چیبا برنامه‌ریزی شده بود اما به دلیل تقاضای زیاد یک کنسرت دیگر در چیبا اضافه شد.آخرین اجرای تور برای ۲۴ دسامبر در اوساکا به عنوان هدیه کریسمس برای طرفداران اضافه شد و بلک‌پینک در مقابل ۵۰٬۰۰۰ نفر اجرا کرد.۱۲ سپتامبر اعلام شد گروه اولین کنسرت خود در سئول را در برگزار خواهد کرد.این کنسرت اولین اجرا از تور جهانی «in your area» بود که در طول سال ۲۰۱۹ و اوایل ۲۰۲۰ در آمریکای شمالی اروپا استرالیا و آسیا ادامه یافت و در پایان اجرا این تور به پرفروش‌ترین تور از یک گروه دخترانه کره‌ای تبدیل شد.
۱۹ اکتبر ۲۰۱۸، خواننده انگلیسی دوا لیپا ترانه kiss and makeup را با همکاری بلک‌پینک به عنوان بخشی از نسخه بازنشر اولین آلبوم خود منتشر کرد. این آهنگ به رتبه ۳۶ چارت تک آهنگ‌های بریتانیا رسید و به دومین ورودی گروه در این چارت تبدیل شد آنها اولین گروه دخترانه کره‌ای و به‌طور کلی سومین گروه کره‌ای بودند که در بین چهل رتبه برتر این چارت قرار گرفتند. این ترانه همچنین در رتبه ۹۳ چارت بیلبورد هات ۱۰۰ قرار گرفت و به دومین آهنگ بلک پینک در این چارت تبدیل شد و آنها تبدیل به اولین گروه دخترانه کره‌ای شدند که چندین ورودی در این چارت به ثبت رساندند.
در اکتبر ۲۰۱۸ گروه با اینترسکوپ رکوردز برای همکاری‌های جهانی با وایجی انترتینمنت قرارداد امضا کرد تا اینترسکوپ و یونیورسال نماینده آنها در خارج از آسیا شوند.
در نوامبر ۲۰۱۸ بلک‌پینک تاریخ اجراهای تور in your area را اعلام کرد که شامل سیزده اجرا از ژانویه تا مارس ۲۰۱۹ در آسیا می‌شد. جنی «سولو» را برای اولین بار یازده نوامبر در کنسرت سئول اجرا کرد و آهنگ و موزیک ویدئو آن روز بعد منتشر شدند. اولین آلبوم ژاپنی آنها به نام بلک‌پینک در منطقه شما به صورت دیجیتالی در ۲۳ نوامبر و به صورت فیزیکی در پنج دسامبر منتشر شد. این آلبوم شامل نسخه ژاپنی تمام آهنگ‌های قبلی آنها بود و در رتبه ۹ چارت آلبوم‌های اوریکُن قرار گرفت.
سومین مینی آلبوم بلک‌پینک به نام این عشق رو بکش با تک‌آهنگی به همین نام در ۵ آوریل ۲۰۱۹ منتشر شد. این آلبوم در رتبه سه چارت آلبوم‌های گائون قرار گرفت و برای فروش بیش از ۵۰۰٬۰۰۰ هزار نسخه گواهی پلاتینیوم×۲ دریافت کرد و ترانه اصلی آن به رتبه دو چارت دیجیتال گائون رسید. این آهنگ در رتبه ۲۴ چارت بیلبورد ۲۰۰ و رتبه ۴۱ بیلبورد هات ۱۰۰ قرار گرفت و به ترانه ای با بالاترین جایگاه از یک هنرمند زن کره‌ای در این دو چارت در آن زمان تبدیل شد. این عشق رو بکش همچنین در فهرست صد آهنگ برتر ۲۰۱۹ بیلبورد در رتبه ۶۶ قرار گرفت. پس از انتشار این آلبوم بلک‌پینک ۱۲ و ۱۹ آوریل ۲۰۱۹ در جشنواره هنر و موسیقی دره کواچلا اجرا کرد و آن‌ها را به اولین گروه کی پاپ تبدیل کرد که در این جشنواره اجرا می‌کنند؛ اجرای گروه با استقبال خوبی از سوی منتقدان و طرفداران روبه رو شد. گب گینزبرگ از بیلبورد این اجرا را هیجان انگیز و فراموش نشدنی خواند.
۱۶ اکتبر ۲۰۱۹ نسخه ژاپنی این عشق رو بکش منتشر شد و در رتبه ۱۷ چارت آلبوم‌های اوریکن قرار گرفت. گروه برای فعالیت‌های تبلیغاتی آلبوم از جمله حضور در برنامه‌های تلویزیونی موسیقی ژاپنی مانند استگاه موسیقی تی وی اساهی و فووجی تی وی love music راهی ژاپن شد.

### ۲۰۲۰–۲۰۲۱:آلبوم و کنسرت مجازی
در ۲۲ آوریل، تأیید شد که گروه با لیدی گاگا در ششمین آلبوم استودیویی‌اش کروماتیکا کار خواهد کرد. همکاری آنها sour candy به عنوان یک تک آهنگ تبلیغاتی در ۲۸ می ۲۰۲۰ منتشر شد. این آهنگ در رتبه ۳۳ بیلبورد هات صد قرار گرفت و به اولین آهنگ بلک‌پینک در تاپ ۴۰ و بالاترین آهنگ گروه در این چارت در آن زمان تبدیل شد، در استرالیا، این آهنگ در رتبه هشتم قرار گرفت و تبدیل به بالاترین آهنگ بلک پینک در این کشور شد. همچنین با قرار گرفتن در رتبه ۱۷ اولین آهنگ تاپ ۲۰ آنها در بریتانیا بود.
در ۱۸ می وای جی انترتینمنت اعلام کرد که گروه یک تک آهنگ پیش از انتشار آلبوم در ماه ژوئن منتشر خواهد کرد و به دنبال آن یک آهنگ دیگر هم بین ژوئیه تا اوت برای پروژه‌های تبلیغاتی اولین آلبوم استودیویی گروه منتشر خواهد شد. در ۲ ژوئن وای‌جی تأیید کرد که پس از انتشار آلبوم رزی، لیسا و جیسو پروژه‌های انفرادی خود را منتشر خواهند کرد.
تک آهنگ «How you like that» در ۲۶ ژوئن منتشر شد و به مدت سه هفته در صدر چارت‌های استریم و دانلود چارت دیجیتال گائون قرار گرفت و با رتبه ۳۳ در بیلبورد هات ۱۰۰ آمریکا تبدیل به پنجمین آهنگ بلک‌پینک در این چارت شد و موزیک ویدئو آن موفق به شکستن پنج رکورد جهانی گینس شد. این آهنگ در رتبه اول ۱۰ آهنگ برتر تابستانه یوتیوب موزیک قرار گرفت و برنده آهنگ تابستانی در جوایز ویدئو موسیقی ام تی وی ۲۰۲۰ شد و بلک‌پینک را تبدیل به اولین هنرمند زن کره‌ای کرد که در این مراسم برنده جایزه شد. در ۲۳ ژوئیه، وای جی اینترتینمنت اعلام کرد که دومین تک‌آهنگ آلبوم به نام «ice cream» با همکاری خواننده آمریکایی سلنا گومز در ۲۸ اوت منتشر خواهد شد. این ترانه با قرارگیری در رتبه ۱۳ بیلبورد هات ۱۰۰ تبدیل به بالاترین آهنگ بلک‌پینک در این چارت شد و با رتبه ۳۹ در بریتانیا بلک‌پینک را به هنرمند کره‌ای با بیشترین آهنگ در تاپ ۴۰ در آن زمان در آن کشور تبدیل کرد.
در ۲ اکتبر ۲۰۲۰ گروه اولین آلبوم استودیی کره‌ای خود آلبوم را با تک آهنگ اصلی آن Lovesick Girls منتشر کرد. آلبوم در رتبه دو چارت بیلبورد ۲۰۰ و چارت البوم‌های بریتانیا قرار گرفت و بلک‌پینک به پرفروش‌ترین هنرمند زن کره‌ای در این دو چارت تبدیل شد.این آلبوم همچنین رکورد فروش هفته اول را برای یک گروه دختر کره‌ای با ۵۹۰٬۰۰۰ نسخه تنها در یک روز پس از انتشار آلبوم فیزیکی به ثبت رساند. بلک پینک با فروش ۱٫۲ میلیون نسخه از آلبوم شان در کمتر از یک ماه پس از انتشار به اولین گروه دخترانه کی پاپ تبدیل شده که یک میلیون نسخه از یک آلبوم را به فروش رساند.در ۲۱ اکتبر بلک‌پینک lovesick girls را در برنامه صبح به خیر آمریکا و جیمی کیمل لایو اجرا کرد.
اولین مستند گروه "Blackpink light up the sky" در۱۴ اکتبر ۲۰۲۰ در نتفلیکس نمایش داده شد که فعالیته‌های گروه چهار سال بعد از شکل‌گیری را پوشش می‌داد. این مستند شامل تصاویری از دوران کارآموزی، زندگی شخصی، پشت صحنه فعالیت‌ها، مصاحبه با اعضای گروه و همچنین نگاهی اجمالی به فرایند ساخت آلبوم بود. موفقیت تجاری آلبوم و همراه با مستند آنها منجر به قرارگیری بلک‌پینک در صدر رتبه‌بندی ستاره‌های بلومبرگ در ماه اکتبر شد؛ آنها اولین هنرمند کره‌ای بودند که در صدر این رتبه‌بندی قرار گرفتند.
در ۲ دسامبر، بلک‌پینک همکاری خود را با یوتیوب موزیک برای اولین کنسرت لایو استریم خود اعلام کرد. این کنسرت با نام The show در ابتدا قرار بود در ۲۷ دسامبر ۲۰۲۰ برگزار شود، اما به دلیل قوانین جدید همه‌گیری کووید ۱۹ که در کره جنوبی معرفی شد، به ۳۱ ژانویه ۲۰۲۱ موکول شد.گروه برای اولین بار چندین آهنگ از آلبوم و همچنین رزی ترانه gone اولین آلبوم انفرادی خود را اجرا کرد.کنسرت بیش از ۲۸۰٬۰۰۰ نفر بیننده داشت و در ۱۰۰ کشور به صورت زنده پخش شد.
بلک‌پینک در ۳ اگوست ۲۰۲۱ نسخه ژاپنی آلبوم را برای ترانه‌های How You Like That , Pretty Savage , Lovesick Girls و You Never Know منتشر کرد. که در چارت البوم‌های اوریکن به رتبه سوم رسید. برای تبلیغات آلبوم، آنها در برنامه‌های تلویزیونی موسیقی ژاپنی مانند ایستگاه موسیقی تی وی آساهی ظاهر شدند. در ۴ اوت، یک فیلم مستند با عنوان"Blackpink:The Movie" در سینماهای کره جنوبی و سراسر جهان اکران شد که شامل مصاحبه‌های اختصاصی با گروه واجراهای زنده از The show و تور جهانی In Your Area بود.

### ۲۰۲۲ تا کنون:بورن پینک و دومین تور جهانی
در ۶ ژوئیه ۲۰۲۲ وایجی اینترتینمنت اعلام کرد که بلک‌پینک در مراحل پایانی ضبط آلبوم جدید است و قصد دارد در اواسط ژوئیه یک موزیک ویدئو ضبط کند و آهنگ جدیدی را در ماه اگوست منتشر کند. آنها همچنین تأیید کردند که گروه دومین تور جهانی خود را در پایان سال آغاز خواهد کرد. در ۱۲ ژوئیه وایجی فاش کرد که بلک‌پینک از ۲۲ تا ۳۰ژوئیه یک کنسرت مجازی در بازی پابجی موبایل برگزار خواهد کرد که شامل اجرای آهنگ‌های پرطرفدار گروه و یک قطعه ویژه با عنوان"Ready for Love" که در طول بازی پیش نمایش داده می‌شود است.این آهنگ به‌طور کامل در ۲۹ ژوئیه با موزیک ویدئویی انیمیشنی منتشر شد.
در ۳۱ ژوئیه ۲۰۲۲ اعلام شد که که بلک‌پینک ترانه ای به نام پینک وِنوم را در ۱۹ اگوست، پیش از انتشار دومین آلبوم خود در سپتامبر منتشر خواهد کرد و به دنبال آن تور جهانی آن‌ها ۱۵ اکتبر در سئول آغار خواهد شد و انتظار می‌رود تا ژوئن ۲۰۲۴ ادامه یابد. پس از انتشار، پینک ونوم به مدت دو هفته در صدر چارت ۲۰۰ آهنگ جهانی بیلبورد قرار گرفت و تبدیل به اولین آهنگ کره‌ای و اولین آهنگ از خواننده زن کره‌ای شد که به مدت چند هفته در صدر این چارت قرار گرفت. این آهنگ در رتبه دو چارت دیجیتال گائون کره جنوبی و رتبه ۲۲ بیلبورد هات ۱۰۰ آمریکا قرار گرفت اولین آهنگ کی پاپ بود که در رتبه اول چارت ای آر آی ای استرالیا قرار گرفت.در ۲۸ اوت، بلک‌پینک پینک ونوم را در مراسم جوایز ویدئو موسیقی ام تی وی اجرا کرد و تبدیل به اولین گروه دخترانه کیپاپ شد که در این مراسم اجرا می‌کند و جایزه بهترین اجرای متاورس را برای کنسرت مجازی"The virutal"دریافت کرد.
در ۱۶ سپتامبر ۲۰۲۲ بلک‌پینک دومین آلبوم استودیویی خود به نام بورن پینک را همراه دومین تک‌آهنگ آلبوم به نام شات داون منتشر کرد؛ این ترانه در صدر چارت ۲۰۰ آهنگ جهانی بیلبورد و رتبه ۳ چارت دیجیتال گائون و رتبه ۲۴ چارت بیلبورد هات صد قرار گرفت. بورن پینک با فروش ۲٬۱۴۱٬۲۸۱ نسخه در کمتر از دو روز در رتبه یک چارت آلبوم‌های گائون قرار گرفت و تبدیل به اولین آلبوم از یک گروه دخترانه کره‌ای شد که به دو میلیون فروش دست یافت.در آمریکا بورن پینک در جایگاه شماره یک چارت بیلبورد ۲۰۰ قرار گرفت و به اولین آلبوم از یک هنرمند زن کره‌ای و اولین آلبوم از یک گروه دخترانه پس از آلبوم"welcome to the dollhouse" گروه Danity kane بعد از سال ۲۰۰۸ تبدیل شد که در صدر این چارت قرار می‌گیرد. بورن پینک همچنین به عنوان اولین آلبوم از یک گروه دخترانه کره‌ای به رتبه یک چارت آلبوم‌های بریتانیا رسید.این اولین بار از زمان سال ۲۰۰۱ و آلبوم"survivor"دستینیزچایلد بود که آلبومی از یک گروه دخترانه به‌طور همزمان در صدر چارت آلبوم‌های آمریکا و بریتانیا قرار می‌گیرد.

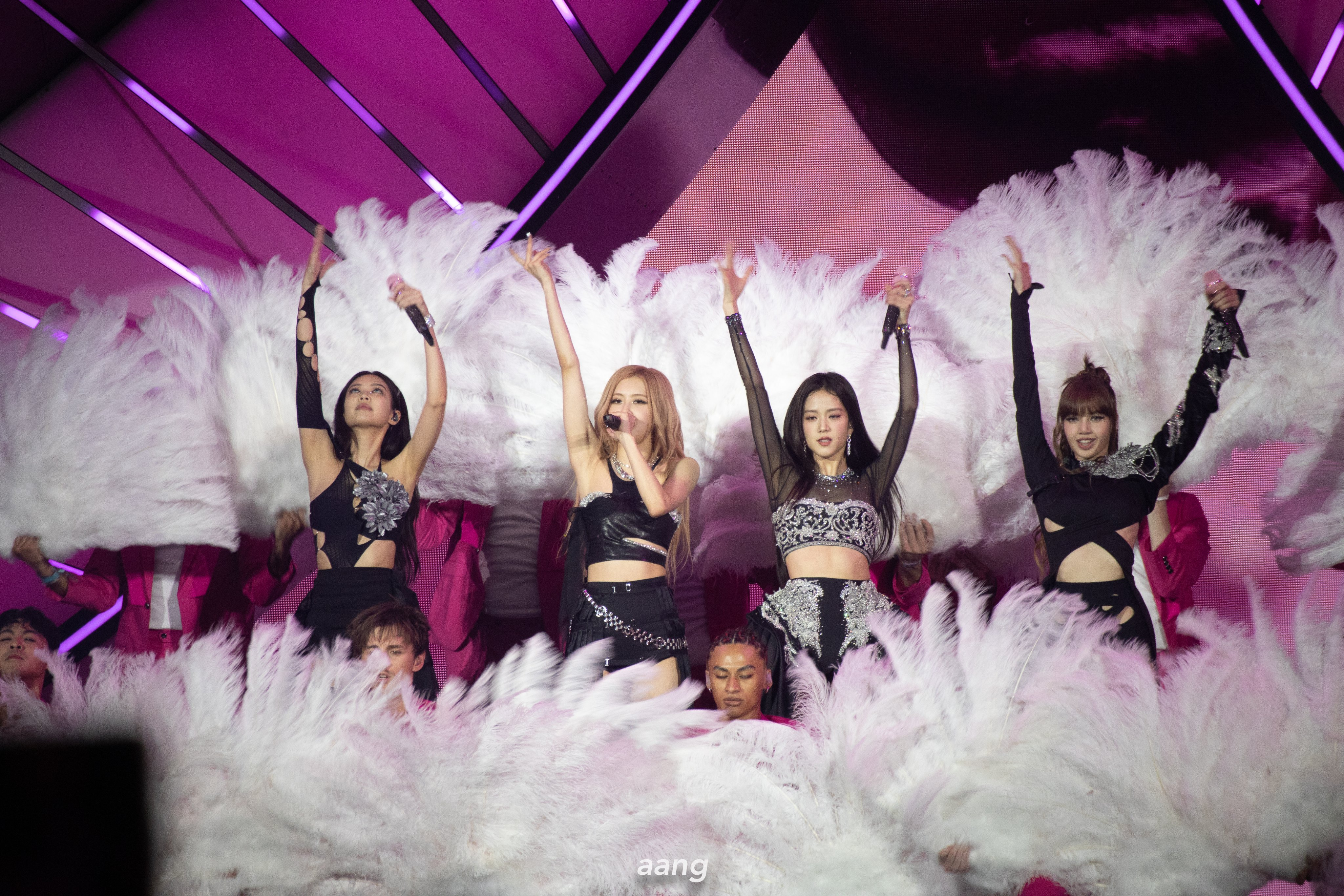
بلک‌پینک در حال اجرا در کوچلا، سال ۲۰۲۳

در سال ۲۰۲۳ بود که گروه بلک پینک، اولین بازی رسمی خودشان با اسم بلک پینک دِ گِیم (Blackpink The Game به اختصار: BPTG) منتشر کردند.
این بازی قرار بود تا ابتدا در تاریخ ۱۸ می ۲۰۲۳ منتشر بشود اما دو کمپانی وای جی اینترتینمنت و تِیک وان به دلیل حساسیت‌های موجود نسبت به عملکرد این بازی، با یک روز تأخیر و در تاریخ ۱۹می ۲۰۲۳ آن را منتشر نمودند.

## تأثیرات و تصویر عمومی
بلک‌پینک از زمان آغاز فعالیت خود به عنوان یک گروه برجسته در کیپاپ ظاهر شد و عنوان‌هایی مانند بزرگ‌ترین گروه دخترانه جهان، بزرگ‌ترین گروه دخترانه کی پاپ و ملکه‌های کی پاپ به آن‌ها داده شده است. آن‌ها در سال ۲۰۱۹ در رتبه اول لیست ۴۰ سلبریتی قدرتمند فوربز کره جنوبی رتبه سوم در سال ۲۰۲۰ و رتبه دوم در سال ۲۰۲۱ قرار گرفتند. رسانه‌های بین‌المللی مانند فوربز، بیلبورد و هالیوود ریپورتر به محبوبیت و مشارکت گروه در گسترش موج کره‌ای پی برده و به آن اشاره کرده‌اند. رولینگ استون از بلک‌پینک به عنوان یک استثنا نام برده زیرا اکثر گروه‌های موفق در آمریکا گروه‌های پسرانه هستند.
بلک‌پینک همچنین توسط فدراسیون بین‌المللی صنعت فنوگرافی به عنوان یکی از دو هنرمند پیشرو در صنعت موسیقی کره شناخته شده. این گروه تا کنون در لیست‌های معتبر گوناگون ظاهر شده است. آن‌ها اولین گروه دخترانه‌ای بودند که در لیست سی شخص زیر سی سال فوربز قرار گرفتند. تایم از آن‌ها به عنوان یکی از صد ستاره در حال ظهور آینده سال ۲۰۱۹ با عنوان پیشتازان عصر جدیدی از هنرمندان کره‌ای که از محدودیت‌های زبانی عبور کرده و درصحنه‌های جهانی اجرا می‌کنند برای اجرا در کواچلا بزرگ‌ترین جشنواره موسیقی جهان به عنوان اولین گروه کی پاپ نام برد. در سال ۲۰۲۰ بلک‌پینک به عنوان اولین هنرمند کره‌ای توسط بلومبرگ به عنوان بزرگ‌ترین هنرمند موسیقی جهان برای رتبه‌بندی هنرمندان موسیقی ماه اکتبر اعلام شد. مجله پیپل بلک‌پینک را در فهرست زنانی که صنعت موسیقی را تغییر داده‌اند قرار داده است. بلک‌پینک در ژوئن ۲۰۲۲ به سومین گروه دخترانه تاریخ پس از اسپایس گرلز و دستینیز چایلد تبدیل شد که کاور مجله رولینگ استون قرار گرفتند.
بلک‌پینک تا کنون طرفداران زیادی در شبکه‌های اجتماعی و پلتفرم‌های موسیقی کسب کرده است. آن‌ها در سپتامبر ۲۰۲۱ به هنرمند موسیقی با بیشترین مشترک یوتیوب تبدیل شدند. همچنین اعضای گروه در اینستاگرام چهار نفر اول با بیشترین دنبال کننده در کره هستند. بلک‌پینک همچنین با با بیش از ۳۲ میلیون دنبال کننده پرفالوئرترین گروه دخترانه در اسپاتیفای است.
تأثیر بلک‌پینک در صنعت مد نیز به خصوص در کره جنوبی گسترش یافته استهمچنین اعضای گروه سفیر جهانی برندهای لوکس هستند: جیسو برای دیورجنی برای شنل رزی برای ایو سن لورانو لیسا برای سلین و بولگاری.علاوه بر این بلک‌پینک به دلیل جلب توجه بین‌المللی به هانبوک برای استفاده در موزیک ویدئو و اجراهای how you like that مورد توجه قرار گرفته است. این گروه مد را بخش مهمی از تصویر عمومی خود می‌دانند جنی در گفتگو با مجله اِل اظهار کرد: مد به اندازه موسیقی ما را توانمند می‌کند و رزی آن را به عنوان بخشی جدا نشدنی از موسیقی گروه توصیف کرد.

## جوایز و افتخارات
بلک‌پینک تا کنون موفق به دریافت جوایز گوناگونی از جمله جوایز برگزیده مردم، جوایز برگزیده نوجوانان، دو جایزه ویدئو موسیقی ام تی وی، نه جایزه چارت موسیقی گائون، شش جایزه گلدن دیسک، پنج جایزه موسیقی ملون، هشت جایزه موسیقی آسیایی ام نت، دو جایزه موسیقی سئول و همچنین ثبت شش رکورد گینس شده است.
در ژانویه ۲۰۱۹ موزیک ویدئو دو-دو-دو-دو تبدیل به پربازدیدترین موزیک ویدئو از یک گروه کره‌ای شد و در نوامبر ۲۰۱۹ تبدیل به اولین موزیک ویدئو از یک گروه کره‌ای شد که به یک میلیارد بازدید رسید.به دنبال انتشار "How you like that" و موزیک ویدئو آن در ۲۶ ژوئن ۲۰۲۰ بلک‌پینک موفق به شکستن پنج رکورد گینس از جمله پربازدیدترین ویدئو یوتیوب در ۲۴ ساعت اول(۸۶٬۳ میلیون) شد.در سال ۲۰۲۱ بلک‌پینک ششمین رکورد جهانی خود را در گینس برای داشتن بیشترین اشتراک یوتیوب با بیش از ۶۰ میلیون مشترک به ثبت رساند.
بلک‌پینک توسط سی‌جی ئی اند ام به عنوان یکی از ده چهره برتر سال ۲۰۲۰ که با اقدامات پیشگام خود در فرهنگ پاپ کره‌ای الهام بخش عموم مردم جهان شدند انتخاب شد.

## اعضا
- جیسو (지수) – وکالیست[۱۳۶]
- جنی (제니) – رپر، وکالیست[۱۳۶]
- رزی (로제) – وکالیست، دنسر[۱۳۶]
- لیسا (리사) – دنسر، رپر، وکالیست[۱۳۶]

## ترانه‌شناسی
- آلبوم (۲۰۲۰)
- صورتی زاده‌شده (۲۰۲۲)

## فیلم‌شناسی
از بین اعضا، اولین بار جیسو کار بازیگری را آغاز کرد. وی برای اولین بار در سال ۲۰۱۹ به عنوان بازیگر مهمان در مجموعه تلویزیونی سرگذشت آسدال حضور یافت.
او بعدها در سال ۲۰۲۱ در مجموعه تلویزیونی گل برفی به عنوان نقش اصلی زن ظاهر شد.
پس از جیسو، جنی در سال ۲۰۲۳ وارد عرصه بازیگری شد و اولین بازی خود را در مجموعه تلویزیونی آمریکایی آیدل به نمایش گذاشت.